# Es reißet euch ein schrecklich Ende
Es reißet euch ein schrecklich Ende (BWV 90) ist eine Kirchenkantate von Johann Sebastian Bach. Er komponierte sie in Leipzig für den 25. Sonntag nach Trinitatis und führte sie am 14. November 1723 erstmals auf.

## Geschichte und Worte
Bach schrieb die Kantate in seinem ersten Jahr in Leipzig für den 25. Sonntag nach Trinitatis.
Die vorgeschriebenen Lesungen waren 1 Thess 4,13–18  und Mt 24,25–28 , die „große Bedrängnis“. Ein unbekannter Textdichter schrieb eine Folge von Arien und Rezitativen. Der Schlusschoral ist die siebte Strophe von Martin Mollers Kirchenlied „Nimm von uns, Herr, du treuer Gott“ (1584), das auf die Melodie von Martin Luthers „Vater unser im Himmelreich“ gesungen wird.
Bach führte die Kantate am 14. November 1723 erstmals auf.

## Besetzung und Aufbau
Die Kantate ist gesetzt für drei Vokalsolisten (Alt, Tenor und Bass), vierstimmigen Chor, Trompete, zwei Violinen, Viola und Basso continuo.
1. Aria (Tenor): Es reißet euch ein schrecklich Ende
2. Recitativo (Alt): Des Höchsten Güte wird von Tag zu Tage neu
3. Aria (Bass): So löschet im Eifer der rächende Richter
4. Recitativo (Tenor): Doch Gottes Auge sieht auf uns als Auserwählte
5. Choral: Leit uns mit deiner rechten Hand

## Musik
Die beiden Arien der Kantate „zeichnen ein düsteres Bild“, wie Klaus Hofmann bemerkt. Die erste Arie für Tenor und virtuose Violine ist „von nachdrücklicher Heftigkeit des Ausdrucks“, wobei das Wort „reißet“ durch rasende Violinläufe unterstrichen wird. John Eliot Gardiner vergleicht die Arien mit den Rachearien barocker italienischer Opern. Das folgende Rezitativ stellt in großem Gegensatz heraus, dass Gottes Güte alle Tage neu ist, doch geht dann auf die Verzweiflung angesichts menschlichen Scheiterns ein. Die zweite Arie wird vom Bass gesungen, unterstrichen von der Trompete. Das Instrument ruft zum Jüngsten Gericht, das am Schluss der Epistel erwähnt wird. Das letzte Rezitativ wendet sich dem Gedanken zu, dass Gott seine Auserwählten anschaut. Der Schlusschoral ist ein schlichter vierstimmiger Satz.

## Einspielungen
LP / CD
- Les Grandes Cantates de J. S. Bach, Vol. 15. Fritz Werner, Heinrich-Schütz-Chor Heilbronn, Kammerorchester Pforzheim, Claudia Hellmann, Helmut Krebs, Erich Wenk. Erato, 1963.
- J. S. Bach: Kantaten/Cantatas Nr. 89, Nr. 90, Nr. 161. Jaap Schröder, Monteverdi-Chor, Concerto Amsterdam, Helen Watts, Kurt Equiluz, Max van Egmond. Telefunken, 1965.
- Die Bach-Kantate, Vol. 59. Helmuth Rilling, Gächinger Kantorei, Bach-Collegium Stuttgart, Helen Watts, Adalbert Kraus, Siegmund Nimsgern. Hänssler, 1978.
- J. S. Bach: Das Kantatenwerk, Folge/Vol. 22 – BWV 84–90. Gustav Leonhardt, Knabenchor Hannover, Collegium Vocale Gent, Leonhardt-Consort, Paul Esswood, Kurt Equiluz, Max van Egmond. Telefunken, 1978.
- J. S. Bach: Complete Cantatas, Vol. 8. Ton Koopman, Amsterdam Baroque Orchestra & Choir, Bogna Bartosz, Jörg Dürmüller, Klaus Mertens. Antoine Marchand, 1998.
- Bach Edition Vol. 8 – Cantatas Vol. 3. Pieter Jan Leusink, Holland Boys Choir, Netherlands Bach Collegium, Sytse Buwalda, Knut Schoch, Bas Ramselaar. Brilliant Classics, 1999.
- J. S. Bach: Cantatas Vol. 15 – Cantatas from Leipzig 1723 – BWV 40, 60, 70, 90. Masaaki Suzuki, Bach Collegium Japan, Robin Blaze, Gerd Türk, Peter Kooy, BIS 2000
- Bach Cantatas Vol. 10: Potsdam/Wittenberg / For the 19th Sunday after Trinity. John Eliot Gardiner, Monteverdi Choir, English Baroque Soloists, William Towers, James Gilchrist, Peter Harvey. Soli Deo Gloria, 2000.

DVD
- J. S. Bach: Kantate BWV 90 „Es reisset euch ein schrecklich Ende“. Rudolf Lutz, Schola Seconda Pratica, Leonie Gloor, Antonia Frey, Bernhard Berchthold, Klaus Häger. Mit Werkeinführung sowie Reflexion von Rainer Erlinger. Gallus Media, 2010.